# Carolina Rodríguez Ballesteros
Carolina Rodríguez Ballesteros (Lleó, 24 de maig de 1986) és una gimnasta rítmica que competeix en la selecció de gimnàstica rítmica d'Espanya. Va ser guanyadora de la competició individual en els Jocs Mediterranis de 2013 i olímpica tant en conjunts (Atenes 2004, on va obtenir la 7a plaça) com en individual (Londres 2012, on va ser 14a). Al setembre de 2015 va aconseguir classificar-se per a Rio 2016, on previsiblement serà la gimnasta rítmica més longeva a disputar els Jocs Olímpics, amb 30 anys.
És la gimnasta individual que més vegades ha estat campiona d'Espanya del concurs general comptant totes les categories, amb 12 títols (1 en aleví, 1 en infantil, 1 en primera categoria i 9 en categoria d'honor). És també la gimnasta que ha estat més vegades campiona d'Espanya en el concurs general de la categoria d'honor, amb 9 títols. A més, té diversos campionats d'Espanya per aparells i 3 en la modalitat de conjunts. Amb Castella i Lleó, ha guanyat la Copa de la Reina en 9 ocasions (2008 - 2016).

## Biografia esportiva

### Inicis
Va començar a practicar gimnàstica rítmica als 7 anys el 28 de gener de 1994 en el Club Ritmo de Lleón, començant a competir en categoria benjamí. En aquesta època va ser campiona d'Espanya en categoria aleví (1996) i infantil (1998). En 1999 va ser subcampiona d'Espanya júnior individual. Aquest mateix any va formar part del conjunt espanyol júnior que va aconseguir l'or en el concurs general i la plata en la final de 5 cintes en el Torneig Internacional de Portimão, a més de la 5a plaça en el Torneig Internacional de Budapest, després de ser terceres en la qualificació. En el Campionat d'Europa de Budapest va aconseguir amb el conjunt la 5a posició, després de quedar en el 4t lloc en la primera qualificació. El conjunt júnior estava integrat llavors per Carolina, Belén Aguado, Marta Linares, Aida Otero, Patricia Rojano, Andrea Rubiño i Noemí Vives.

### Etapa en la selecció nacional

#### 2001 - 2004: breu etapa com a individual i Atenes 2004 en conjunts

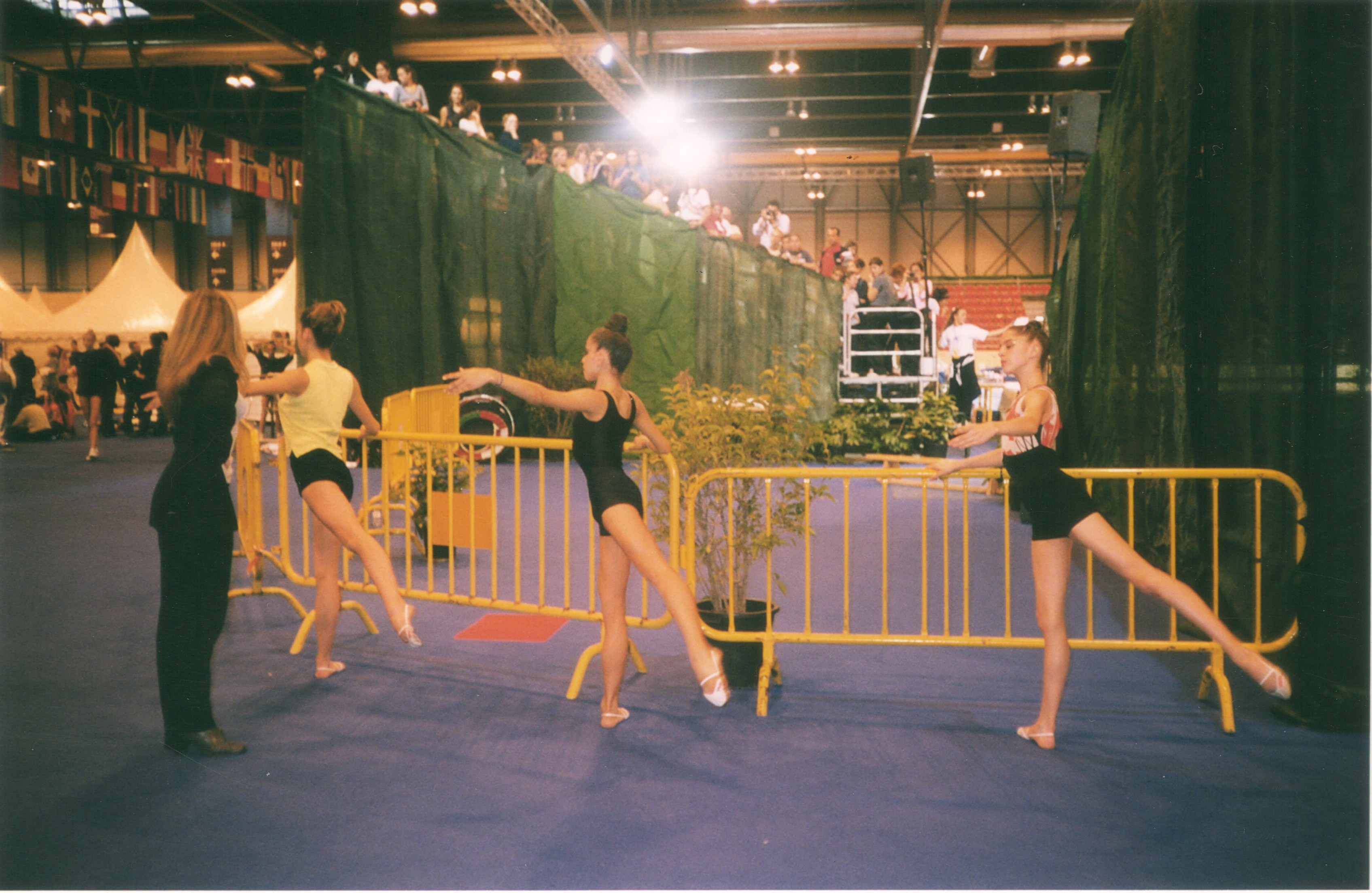
Carolina (dreta) amb Almudena Cid i Jennifer Colino en el Campionat Mundial de Madrid en 2001, el seu debut mundialista

El juliol de 2001 va entrar en la selecció nacional de gimnàstica rítmica d'Espanya sènior, primer com a individual, en 2003 en el conjunt, i finalment tornant a la modalitat individual en 2005. En el Campionat Mundial de Gimnàstica Rítmica de 2001 a Madrid, després de les desqualificació de Alina Kabáyeva i Irina Cháshchina, va quedar en la 17a posició en la qualificació individual i en la 4a per equips al costat d'Almudena Cid i Jennifer Colino. En 2003 va quedar, al costat d'Almudena Cid, Jennifer Colino i Esther Escolar, 6a per equips en el Campionat del Món de Budapest, a més d'obtenir el lloc 59 en la general individual, realitzant únicament tres exercicis dels quatre.
A la fi de 2003 va passar a integrar el conjunt espanyol, entrenat per Rosa Menor i Noelia Fernández, amb el qual va participar en les seves primeres Olimpíades, els Jocs Olímpics d'Atenes 2004. Carolina va ser titular en l'exercici de 3 cèrcols i 2 pilotes. El combinat espanyol va aconseguir passar a la final després d'aconseguir la 8a plaça en la qualificació. Finalment, el 28 d'agost va aconseguir la 7a posició en la final, per la qual cosa va obtenir el diploma olímpic. El conjunt estaria format a més per Sonia Abellot, Bàrbara González, Marta Linares, Isabel Pagán i Nuria Velasco. Encara que formaven part com a suplents de l'equip nacional aquell any, Lara González i Ana María Pelaz es van quedar fora de la convocatòria per als Jocs, per la qual cosa el seu paper es va limitar a animar a les seves companyes des de la graderia del pavelló atenès. Després de disputar la cita olímpica, Carolina va tornar a la modalitat individual en la selecció.

#### 2005 - 2008: tornada a la modalitat individual i retirada temporal
En 2005, de nou com a individual, va participar en el Campionat Mundial de Bakú, ocupant, al costat d'Almudena Cid, Jennifer Colino i Esther Escolar, la posició 6a per equips, a més de la posició 123a en la general, però realitzant únicament l'exercici de cinta i no els quatre. En 2006 es va proclamar campiona d'Espanya en categoria d'honor i va participar en el Campionat Europeu de Moscou quedant en el lloc 17º del concurs individual. En 2007, en el Campionat Europeu de Bakú va quedar, al costat d'Almudena Cid i Loreto Achaerandio, en el lloc 7º per equips. A la fi de 2007, després de disputar el Campionat Mundial de Patras, on va aconseguir el 15è lloc per equips al costat d'Almudena Cid, Loreto Achaerandio i Nuria Artigues, va ser apartada de l'equip nacional per decisió tècnica, anunciant la seva retirada. No obstant això, al març de 2008 va tornar a la competició aconseguint el títol nacional en primera categoria en el Campionat d'Espanya Individual i, al desembre, el subcampionat en primera categoria en la modalitat de conjunts amb el Club Ritme.

#### 2009 - 2012: cicle olímpic de Londres 2012
En 2009 va tornar a ser convocada per la selecció nacional en la modalitat individual, encara que va decidir quedar-se en Lleón amb la seva entrenadora Ruth Fernández en comptes de tornar al CAR de Madrid. Al maig va ser bronze en pilota en el torneig de Corbeil-Essonnes, que aquest any era una prova de la Copa del Món. Aquest any va aconseguir ser campiona d'Espanya en categoria d'honor. En el Campionat d'Europa de Bakú va quedar 17a classificada individualment i 10a per equips. En els XVI Jocs Mediterranis 2009 en Pescara va aconseguir la medalla de bronze. L'agost es va lesionar en el turmell esquerre, però va poder competir en el Campionat del Món de Mie aconseguint la 22a posició. Al desembre de 2009 també es va proclamar campiona d'Espanya en primera categoria en la modalitat de conjunts amb el Club Ritme.
El març de 2010 es va tornar a lesionar. Aquesta vegada va ser un trencament parcial de lligaments en el turmell dret. Malgrat això, a l'abril va disputar el Campionat d'Europa de Bremen, aconseguint la 16a posició en la classificació general. Al juny del mateix any va tornar a proclamar-se campiona d'Espanya en categoria d'honor. El juliol va sofrir una lesió en el genoll esquerre. Al setembre va obtenir la 17a posició en la classificació general i el 14è lloc per equips en el Campionat del Món de Moscou.
A l'abril de 2011 va aconseguir la medalla d'or en la competició de maces en el Torneig Irina Deleanu, a més de conquerir la medalla de plata en la classificació general i aconseguir altres tres segons llocs. Al juny del mateix any, per quarta vegada i tercer any consecutiu, va tornar a proclamar-se campiona d'Espanya en categoria d'honor. En el Campionat Mundial de Gimnàstica Rítmica de 2011, celebrat a la ciutat francesa de Montpeller, va aconseguir l'11è lloc per equips i el 24è en la general, per la qual cosa no va aconseguir la classificació directa pels Jocs Olímpics de Londres 2012, encara que sí va aconseguir plaça pel Preolímpic.
En el Preolímpic de Londres, que es va disputar el gener de 2012, Carolina va finalitzar en 4t lloc, aconseguint així la classificació per a l'Olimpíada en acabar dins de les cinc primeres places que donaven la passada nominal i no per país per a la cita londinenca. El juliol de 2012, per quart any consecutiu i per cinquena vegada en la seva carrera, es va proclamar campiona d'Espanya en categoria d'honor. Amb aquest campionat va sumar en total 8 títols de campiona d'Espanya individual en el concurs general sumant totes les categories, igualant així la marca d'Almudena Cid. En els Jocs Olímpics de Londres 2012 va esdevenir l'única gimnasta rítmica que ha competit en dues olimpíades com a membre del conjunt i com a individual. Va acabar finalment en la 14a posició. El 20 de setembre va ser operada del turmell dret en la Clínica Cemtro de Madrid pel doctor Manuel Lleis. La intervenció, que va resultar reeixida, intentava solucionar el trencament de lligaments que afectava al peroné calcani i al astragalí anterior. Després d'estar 4 mesos amb escaiola, va tornar a entrenar al febrer de 2013.

#### 2013 - present: cicle olímpic de Rio 2016
El juny de 2013 es va proclamar, per cinquè any consecutiu i sisena vegada, campiona d'Espanya en categoria d'honor, convertint-se, amb 9 títols llavors, en la gimnasta que més vegades havia estat campiona d'Espanya individual en el concurs general sumant totes les categories. En els XVII Jocs Mediterranis 2013 en Mersin va aconseguir la medalla d'or, després d'un concurs en el qual va superar els 17,400 punts en els quatre aparells. L'agost de 2013, en el Campionat del Món de Kíev, va quedar en el lloc 11è del concurs general individual. A més, es va ficar per primera vegada en la seva carrera en una final per aparells d'un Mundial, la de cinta, en la qual va obtenir la 7a posició.
A l'abril de 2014, en la prova de la Copa del Món de Lisboa, va aconseguir la 4a plaça en la general, mentre que en les finals per aparells va aconseguir el 7è lloc en cinta, el 4º en pilota i la medalla de bronze en maces. Posteriorment, en la Copa del Món disputada a Minsk, va obtenir la 14a posició en la general i la 7a en la final de pilota. Al juny va disputar el Campionat d'Europa de Bakú, on va aconseguir la 10a posició en la general. El 17 de juny de 2014, l'endemà passat de l'Europeu, es va dur a terme una recepció de l'equip nacional en el CSD. En aquest acte Carolina va anunciar als mitjans la seva decisió de continuar competint fins als Jocs Olímpics de Rio de Janeiro 2016 gràcies al patrocini de l'empresa Drasanvi, assenyalant que es veia «amb forces i […] amb la motivació necessària per seguir entrenant», malgrat que la intenció que tenia a l'inici de l'any, abans del patrocini, era retirar-se després de l'Europeu. En cas d'arribar a competir en els Jocs de Río 2016, Carolina es convertiria en la gimnasta rítmica més longeva a fer-ho, en tenir per a aquest llavors 30 anys. El 29 de juny a Granada es va proclamar per sisè any consecutiu i setena vegada campiona d'Espanya en categoria d'honor. L'agost va disputar la Copa del Món de Sofia, on va aconseguir el 11r. lloc en la general, a més de la 6a posició en la final de pilota i la 7a en la final de maces. Al setembre, en el Campionat del Món d'Esmirna, va aconseguir el 10è lloc en el concurs general individual. També va obtenir el 6è lloc per equips al costat de Natalia García i Sara Plana. A més, va aconseguir classificar-se per a la final de cinta, en la qual va aconseguir la 7a plaça.
Para 2015, una lesió consistent en un trencament fibrilar en el bessó esquerre, li va fer retardar el seu inici de temporada. Encara que va viatjar al març al Grand Prix de Thiais, va decidir a última hora no participar. Va debutar a l'abril en la Copa de la Reina de gimnàstica rítmica, on va aconseguir tres ors: per equips amb Castella i Lleó, en maces i en cinta. Al maig, Carolina va disputar el Campionat d'Europa de Minsk, on va obtenir al costat de Natalia García la 7a posició per equips. Aquest mateix mes, va participar en el Grand Prix de Jolón, on va ser 13a en la general. Al juny va aconseguir la 15a plaça en el Masters de Berlín. Aquest mateix mes va acabar 13a en els Jocs Europeus de Bakú 2015. El 4 de juliol a Pontevedra es va proclamar per setè any consecutiu i vuitena vegada en la seva carrera campiona d'Espanya en categoria d'honor, igualant llavors la marca d'Almudena Cid en aquesta categoria. A més, Carolina aconseguia així un total d'11 títols nacionals en el concurs general sumant totes les categories. Aquest mateix mes va aconseguir les 5 medalles d'or en joc en el Torneig Internacional d'Esmirna (Turquia). L'agost va tornar a aconseguir 5 ors en la Asker Cup de Noruega. Al setembre de 2015, en el Campionat del Món de Stuttgart, va aconseguir el 9è lloc en el concurs general individual, la seva millor posició en la general d'un Campionat Mundial, aconseguint així la classificació directa per disputar els Jocs Olímpics de Rio de Janeiro 2016. Així mateix, va anar 10ena en la competició per equips al costat de Natalia García, Sara Plana i Polina Berezina.
El juny de 2016 es va disputar la Copa del Món de Guadalajara, la primera competició internacional oficial de gimnàstica rítmica que es va celebrar a Espanya des de la Final de la Copa del Món a Benidorm (2008). L'esdeveniment es va desenvolupar del 3 al 5 de juny en el Palau Multiusos de Guadalajara amb l'assistència d'unes 8.000 persones en les dues últimes jornades. Carolina va obtenir a Guadalajara el 8è lloc en la general i el 8è lloc en la final de maces. Aquest mateix mes va participar en el Campionat d'Europa de Jolón, on va obtenir el 9è lloc en el concurs general, la seva millor posició en un Europeu. El 25 de juny es va proclamar per vuitè any consecutiu i novena vegada en la seva carrera campiona d'Espanya en categoria d'honor en el Campionat d'Espanya Individual de Guadalajara, convertint-se en la gimnasta espanyola que més vegades ho ha estat en superar la marca d'Almudena Cid en aquesta categoria. Aquest era a més el seu dotzè títol en la general sumant totes les categories. Va ser a més plata en cinta i or en maces, pilota i cèrcol.

## Palmarès esportiu

### Pel que fa a clubs,
Carolina ha estat campiona d'Espanya en el concurs general en 12 ocasions, sent la gimnasta individual amb més títols: un en categoria aleví (1996), un en categoria infantil (1998), un en primera categoria (2008) i 9 en categoria d'honor (2006, 2009, 2010, 2011, 2012, 2013, 2014, 2015 i 2016). És també la gimnasta que ha estat més vegades campiona d'Espanya en el concurs general de la categoria d'honor, amb 9 títols. A més, té diversos títols nacionals per aparells i 3 en Campionats d'Espanya de Conjunts. Amb Castella i Lleó, ha guanyat la Copa de la Reina en 9 ocasions (2008 - 2016).

### Selecció espanyola
En Jocs Olímpics, va aconseguir la 7a plaça a Atenes 2004 amb el conjunt espanyol i la 14a a Londres 2012 com a individual. En competicions oficials internacionals té un total de 2 medalles: un bronze en pilota en la prova de la Copa del Món de Corbeil-Essonnes (2009), i un altre en maces la prova de la Copa del Món de Lisboa (2014). Va ser a més bronze en els Jocs Mediterranis de Pesqués (2009) i or en els Jocs Mediterranis de Mersin (2013).

## Premis, reconeixements i distincions
- Insígnia d'Or del Col·legi Lleonès, lliurada en la II Edició dels Premis José Belinchón (2015).[54][55][56]